# Errenteria
Errenteria (baskisch, spanisch Rentería) ist eine Stadt mit 39.352 Einwohnern (Stand: 2024) in der spanischen autonomen Provinz Gipuzkoa im Tal von Oiartzun. Sie liegt etwa 10 km von der französischen Grenze entfernt. Im Jahre 1320 wurde sie unter dem Namen Villanueva d’Oiarso gegründet. In der Nähe befinden sich die jungsteinzeitlichen Wohnhöhlen und Dolmen von Aitzbitarte.

## Geschichte
Eine Blütezeit erlebte die Stadt vom 15. bis zum 17. Jahrhundert mit dem Aufschwung der spanischen Seefahrt. Aus dieser Phase stammen zahlreiche historische Gebäude, u. a. das Kloster Santa Maria Magdalena und die Pfarrkirche Nuestra Señora de la Asunción, das Rathaus sowie viele Wohnhäuser. Das Fort San Marco wurde 1888 errichtet.
Im 19. Jahrhundert wurde die Region industrialisiert. Zahlreiche Betriebe der Eisen- und Buntmetallverarbeitung, der Papier- und Textilindustrie und anderer Branchen siedelten sich in der Stadt an, was zu einer starken Belastung durch Abwässer führte. In den 1960er und 1970er Jahren wurde die Stadt durch Neubaubezirke erweitert und verdoppelte ihre Einwohnerzahl durch Zuwanderung auf über 45.000. In den letzten beiden Jahrzehnten nahm die Wohnbevölkerung wieder ab. Die Deindustrialisierung der letzten Jahrzehnte und zahlreiche Sanierungs- und Begrünungsmaßnahmen führten zu einer Verbesserung des Stadtbildes und zur Senkung der Umweltbelastung.
2005 wurde in Errenteria das technische Berufs- und Weiterbildungszentrum TKNIKA (Centre for Innovation in Vocational Training and Lifelong Learning) als Einrichtung des baskischen Erziehungsministeriums gegründet. Existenzgründer können die Maschinen und Labors für ihre Innovationsvorhaben nutzen.

## Städtepartnerschaften
- Monroy (Cáceres), Spanien (seit 1990)
- Tulle, Frankreich (seit 1991)
- Lousada, Portugal (seit 1998)
- Fuentepelayo (Segovia), Spanien
- Schorndorf, Deutschland (seit 2012)

## Gastronomie
Bekannt ist das Mugaritz, das sich seit 2006 lange auf einem der ersten Plätze der Liste der zehn weltbesten Restaurants befand. Seit 1998 steht es unter Leitung des für seine molekulare Küche bekannten Andoni Luis Aduriz. Heute hat es zwei Michelin-Sterne.

## Persönlichkeiten
- Martin de Rentería Usanza, Admiral, kämpfte 1526 gegen den Bey von Algier, Khair ad-Din Barbarossa
- Pedro de Zubiaurre (1568–1605), Admiral unter Philipp II. und einer der Befehlshaber der Armada
- Sancho de Echeverría y Orcolaga (1674–1710), Feldmarschall in zahlreichen Feldzügen in Amerika, Italien und Spanien (Spanischer Erbfolgekrieg)
- Vicente Antonio de Icuza y Arbaiza (1737–1785), Kapitän, Generalkapitän der Provinz Caracas
- José Manuel Lujanbio Retegi „Tchirrita“ (1860–1936), Improvisationsdichter
- Evaristo Bozas Urrutia (1886–1929), Publizist, Zeitungsherausgeber, Stimme der baskischen Migranten in Südamerika
- Koldo Mitxelena Elissalt (1915–1987), Linguist, wichtige Beiträge zur Erforschung und Standardisierung der baskischen Sprache, als Mitglied der baskischen Nationalisten 1937–1943 und 1946–1948 in Haft, Professor für indoeuropäische und baskische Linguistik an den Universitäten Salamanca und Vitoria-Gasteiz sowie an der Sorbonne, Dr. h. c. der Universität Barcelona
- Luis Otaño (* 1934), Radrennfahrer
- Juantxo Villarreal (* 1947), Handballtrainer
- Ane Santesteban (* 1990), Radrennfahrerin
- Iñigo Iglesias (* 2002), Motorradrennfahrer
- Julen Múgica Santiago (* 2003), Handballspieler